# Le Tartre
Le Tartre – miejscowość i gmina we Francji, w regionie Burgundia-Franche-Comté, w departamencie Saona i Loara.
Według danych na rok 1990 gminę zamieszkiwało 76 osób, a gęstość zaludnienia wynosiła 20 osób/km² (wśród 2044 gmin Burgundii Le Tartre plasuje się na 834. miejscu pod względem liczby ludności, natomiast pod względem powierzchni na miejscu 1298.).